# Maubeuge
Maubeuge – miejscowość i gmina we Francji, w pobliżu granicy z Belgią, w regionie Hauts-de-France, w departamencie Nord.
Według danych na 1990 gminę zamieszkiwało 34 989 osób, a gęstość zaludnienia wynosiła 1856 osób/km². Wśród 1549 gmin regionu Nord-Pas-de-Calais Maubeuge zajmuje pod względem liczby ludności miejsce 14., natomiast pod względem powierzchni miejsce 67.
Miasto mocno ucierpiało podczas II wojny światowej: 90% centrum zostało zniszczone w wyniku bombardowań w maju 1940.

## Współpraca
Miejscowości partnerskie:
- Bamako, Mali
- Biskira, Algieria
- Kayes, Mali
- Ratingen, Niemcy
- Vilvoorde, Belgia
- Warzazat, Maroko